# Hieroglyphus oryzivorus
Hieroglyphus oryzivorus is een rechtvleugelig insect uit de familie veldsprinkhanen (Acrididae). De wetenschappelijke naam van deze soort is voor het eerst geldig gepubliceerd in 1916 door Carl.